# Хафез, Карим
Карим Рамадан Хафез (араб.  كريـم حافظ‎; род. 12 марта 1995 или 12 марта 1996, Каир) — египетский футболист, защитник турецкого клуба «Ени Малатьяспор» и национальной сборной Египта.

## Клубная карьера
Воспитанник юношеских команд футбольного клуба «Аль-Ахли» (Каир).
Во взрослом футболе дебютировал в 2014 году выступлениями за бельгийский клуб «Льерс».
Своей игрой за эту команду привлек внимание представителей тренерского штаба кипрского клуба «Омония» (Никосия), в состав которого на правах аренды присоединился в 2015 году. Отыграл за никосийскую команду следующий сезон своей игровой карьеры. К «Льерсу» вернулся в конце сезона, но не смог составить конкуренцию другим игрокам, поэтому был вынужден искать другое место работы.
В состав клуба «Ланс» на правах аренды присоединился в 2016 году.
Летом 2018 года, после того как «Льерс» объявил о банкротстве, Хафез покинул Бельгию и вернулся в клуб «Вади Дегла», за который выступал до переезда в Европу.

## Выступления за сборную
В 2015 году дебютировал в официальных матчах в составе национальной сборной Египта.
В составе сборной был участником Кубка африканских наций 2017 года в Габоне.
В мае 2018 года Хафез был включён в расширенный состав сборной Египта для подготовки к чемпионату мира в России. Однако в финальную заявку на турнир тренер Эктор Купер Карима не включил.

## Достижения
Египет
- Кубок африканских наций — 2017